# 豆猿金花蟲
豆猿金花蟲（学名：Pagria flavopustulata）为金花蟲科豆猿金花蟲屬下的一个种。